# Шерборн
Шерборн — місто у північно-західній частині графства Дорсет, Англія. Розташовано на річці Єо. Через місто проходить Автошлях A30, що з'єднує Лондон з Пензансом. Населення міста становить 9,350 чоловік (станом на 2001 рік).
Шерборн відомий своїми історичними будівлями, такими як Шерборнське абатство, приватні школи, а також два замки (руїни старого замку 12 століття і новий замок 16 століття).

## Історія

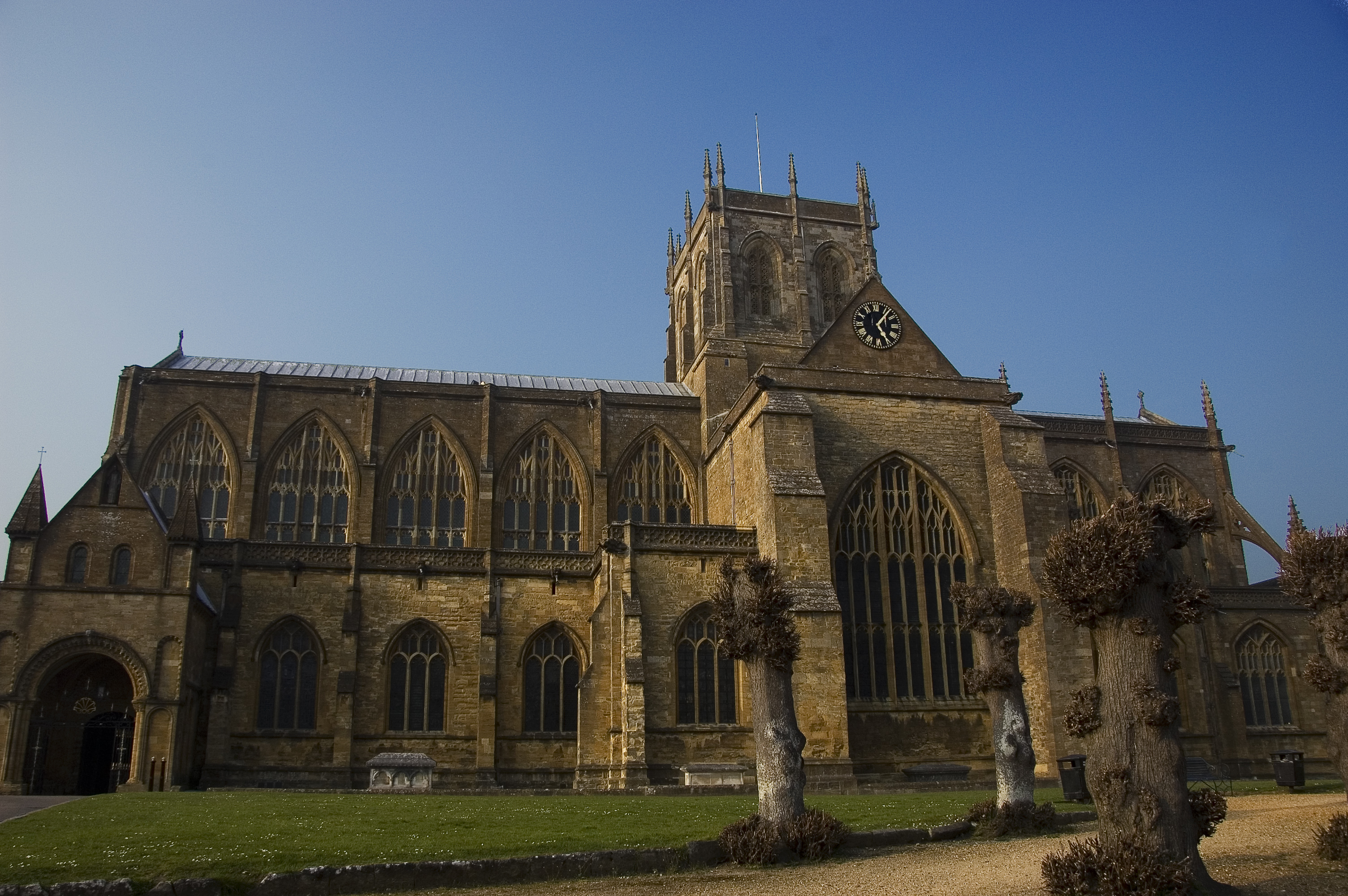
Шернборнське абатство

Свого часу місто було столицею Вессекса, одного з семи Саксонських королівств Англії. У стінах абатства поховані старші брати короля Альфреда Етельберт та Етельбад.
У 12 столітті Роджер Солсберійський, єпископ Солсбері і канцлер Англії, збудував у Шернборні фортецю. Її було зруйновано у 1645 році Ферфаксом.

## Міста-побратими
- Альтеа, Іспанія — 1991
- Бад-Кецтінг, Німеччина — 1991
- Белладжо, Італія — 1991
- Бандоран, Ірландія — 1991
- Гранвіль, Франція — 1991
- Холстебро, Данія — 1991
- Гуффаліз, Бельгія — 1991
- Меєрссен, Нідерланди — 1991
- Нідеранвен, Люксембург — 1991
- Превеза, Греція — 1991
- Сезімбра, Португалія — 1991
- Карккіла, Фінляндія — 1997
- Окселесунд, Швеція — 1998
- Юденбург, Австрія — 1999
- Хойна, Польща — 2004
- Кесег, Угорщина — 2004
- Сігулда, Латвія — 2004
- Сушице, Чехія — 2004
- Тюрі, Естонія — 2004
- Зволен, Словаччина — 2007
- Пренай, Литва — 2008
- Марсаскала, Мальта — 2009
- Серет, Румунія — 2010